# Apocrisias
Apocrisias é um gênero de traça pertencente à família Arctiidae.